# Inbound marketing
Pour le terme équivalent promu par Seth Godin, voir Permission marketing.
L'inbound marketing est une stratégie marketing visant à faire venir le client à soi (sur Internet) plutôt que d'aller le chercher avec les techniques de marketing traditionnelles de type outbound marketing.   

## Fonctionnement
Cette technique de marketing management a été initiée par Seth Godin, inventeur du concept de permission marketing à l’origine de l’inbound marketing[réf. souhaitée].
Le principe est d'attirer les clients potentiels plutôt que les solliciter avec de la publicité intrusive. Il inclut ainsi de la production de contenus, du partage sur les réseaux sociaux, du référencement, mais aussi de l'email marketing, du suivi analytique. La méthodologie est construite autour de la production de contenus correspondants aux différentes étapes du parcours d’achat, contenus qui visent chaque persona (cible) de manière spécifique. 